# Sema Aydemir
Sema Aydemir (* 17. August 1985 in Bursa) ist eine ehemalige türkische Leichtathletin, die sich auf den Hürdenlauf spezialisiert hat, aber auch in zahlreichen anderen Bewerben an den Start ging. 

## Sportliche Laufbahn
Erste internationale Erfahrungen sammelte Sema Aydemir im Jahr 2005, als sie bei der Sommer-Universiade in Izmir mit 4595 Punkten auf den 14. Platz im Siebenkampf gelangte. 2011 schied sie bei den Studentenweltspielen in Shenzhen mit 57,53 s in der ersten Runde im 400-Meter-Hürdenlauf aus und im Jahr darauf kam sie bei den Europameisterschaften in Helsinki mit 58,93 s nicht über den Vorlauf hinaus und wurde mit der türkischen 4-mal-400-Meter-Staffel wegen mehrerer Dopingfälle im Team disqualifiziert. Anschließend siegte sie in 57,43 s über 400 m Hürden bei den Balkan-Meisterschaften in Eskişehir und gewann im 200-Meter-Lauf in 24,24 s die Silbermedaille hinter der Rumänin Alina Panainte. Zudem gewann sie mit der Staffel in 3:36,97 min die Silbermedaille hinter dem rumänischen Team. Daraufhin nahm sie mit der Staffel an den Olympischen Sommerspielen in London teil und wurde dort nachträglich wegen zwei Dopingfällen im Team disqualifiziert. 2013 belegte sie bei den Mittelmeerspielen in Mersin in 46,24 s den fünften Platz in der 4-mal-100-Meter-Staffel und gewann mit der 4-mal-400-Meter-Staffel in 3:43,61 min die Silbermedaille hinter dem italienischen Team. Anschließend wurde sie bei der Sommer-Universiade in Kasan mit der 4-mal-400-Meter-Staffel wegen eines Dopingfalls disqualifiziert, ehe sie bei den Balkan-Meisterschaften in Stara Sagora in 14,19 s den sechsten Platz im 100-Meter-Hürdenlauf belegte und auch über 200 Meter mit 24,80 s auf Rang sechs gelangte. Zudem gewann sie im Staffelbewerb in 3:38,97 min die Bronzemedaille hinter den Teams aus Rumänien und Kroatien und sicherte sich mit der 4-mal-100-Meter-Staffel in 46,19 s die Silbermedaille hinter dem bulgarischen Team. Im September gewann sie bei den Islamic Solidarity Games in Palembang mit 5,71 m die Bronzemedaille im Weitsprung hinter den Marokkanerinnen Jamaa Chnaik und Jihad Bakhechi und belegte in 14,47 s den sechsten Platz über 100 m Hürden. Zudem siegte sie in 46,59 s mit der 4-mal-100-Meter-Staffel und gewann mit der 4-mal-400-Meter-Staffel in 3:53,26 min die Silbermedaille hinter dem marokkanischen Team. 2015 gewann sie bei den Balkan-Hallenmeisterschaften in Istanbul mit der 4-mal-400-Meter-Staffel in 3:41,08 min die Silbermedaille hinter dem rumänischen Team und im Jahr darauf beendete sie ihre aktive sportliche Karriere im Alter von 31 Jahren.
2006 wurde Aydemir türkische Meisterin im Siebenkampf.

## Persönliche Bestleistungen
- 200 Meter: 24,00 s (+2,0 m/s), 6. Juli 2012 in Izmir
- 100 m Hürden: 13,71 s (+1,2 m/s), 9. Juli 2011 in Izmir
- 400 m Hürden: 56,62 s, 6. Juni 2012 in Ankara
- Weitsprung: 6,07 m, 30. Juni 2010 in Izmir
- Siebenkampf: 5024 Punkte, 23. Mai 2010 in Bursa

## Persönliches
Sema Aydemir war von 2009 bis 2016 mit dem türkischen Hammerwerfer Eşref Apak verheiratet und startete in dieser Zeit unter dem Namen Sema Apak.